# Universität zu Lübeck
Die Universität zu Lübeck ist eine deutsche Universität in der Hansestadt Lübeck. Der Campus der Universität liegt südlich der Stadt im Stadtteil St. Jürgen. Seit 2015 ist die Universität als Stiftungsuniversität organisiert und ist gegliedert in die Sektionen Informatik/Technik, Medizin und Naturwissenschaften. Zu den Forschungsfeldern an der Schnittstelle zwischen Medizin, Informatik, Biowissenschaften und Technik zählen die Bereiche Infektion und Entzündung, Gehirn, Hormon, Verhalten und Biomedizintechnik.

## Geschichte

### Vorgängerinstitutionen

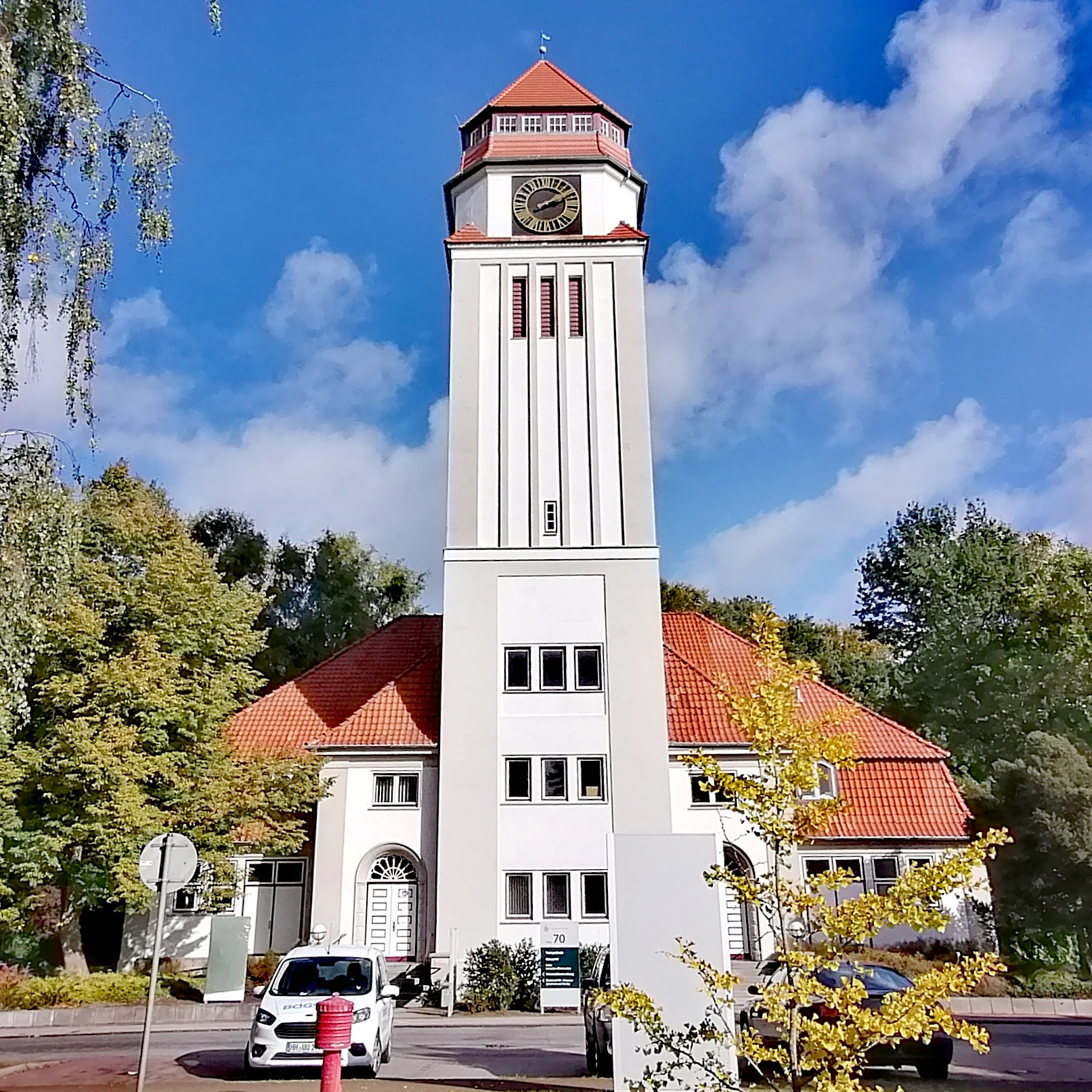
Das Wahrzeichen der Universität zu Lübeck: Der Wasser- und Uhrenturm gebaut im Jahr 1912. Er ist ein Teil der ehemaligen psychiatrischen Klinik.

Im Jahr 1912 wurde die Heil- und Pflegeanstalt Strecknitz eröffnet, Grundsteinlegung war 1909. Durch den Erwerb des Gutes Strecknitz im Jahr 1929 konnte die anstaltseigene Landwirtschaft ausgeweitet werden und Patienten als Arbeitskräfte die Selbstversorgung der Heilanstalt sichern. Ab 1930 wurde Strecknitz um die „Hamburger Häuser“ ergänzt. Am 16. September 1940 wurden 20 jüdische Patienten gemeinsam mit 10 jungen Menschen aus dem Pflegeheim Vorwerk aus Strecknitz nach Hamburg-Langenhorn deportiert und von dort zur Tötung nach Brandenburg gebracht. Am 23. Oktober 1941 wurden im Rahmen der „Aktion Brandt“ 605 der 685 psychiatrischen Patienten zunächst nach Hessen-Nassau und von dort in Heilanstalten Weilmünster, Eichberg, Hadamar und Scheuern deportiert und dort systematisch vernachlässigt und getötet. Nur wenige von ihnen überlebten das Ende des Krieges. Die Häuser 5 und 6 blieben als Aufnahmestationen erhalten, wodurch 80 Menschen vor der Deportation bewahrt werden konnten. 1983 wurde auf dem Klinikgelände ein Gedenkstein errichtet, seit 2021 erinnert eine Stolperschwelle vor dem Turmgebäude an das Schicksal der Patienten der ehemaligen Heilanstalt Strecknitz. Nach 1945 war die Einrichtung das Städtische Krankenhaus Ost.

### Von der Medizinischen Akademie zur Universität
Am 3. November 1964 entstand aus dem Campus die Medizinische Akademie Lübeck (MAL) als II. Medizinische Fakultät der Christian-Albrechts-Universität Kiel, an der im ersten Jahr 14 Studenten ihr Studium im klinischen Abschnitt des Studiengangs Humanmedizin aufnahmen. Die Stadt Lübeck verlieh der Akademie im Jahr 1965 als Siegel das Lübsche Stadtsiegel von 1226. Es ist bis heute in abgewandelter Form das Siegel der Universität. Der Lehrbetrieb wurde in dieser Zeit noch zwischen Krankenhaus Ost und Süd aufgeteilt. Ab 1964 erfolgte durch Johannes Eichler (1920–1998) der Aufbau der Zentralen Anästhesieabteilung der Medizinischen Akademie. Da einige Lehrstühle unbesetzt waren, mussten Studierende für manche Examen nach Kiel fahren. 1973 wurde die Akademie zur Medizinischen Hochschule Lübeck (MHL) erhoben und somit unabhängig von der Universität Kiel. 1985 erfolgte die Umbenennung in Medizinische Universität zu Lübeck (MUL) und 2002 in Universität zu Lübeck.

### Neuere Entwicklungen

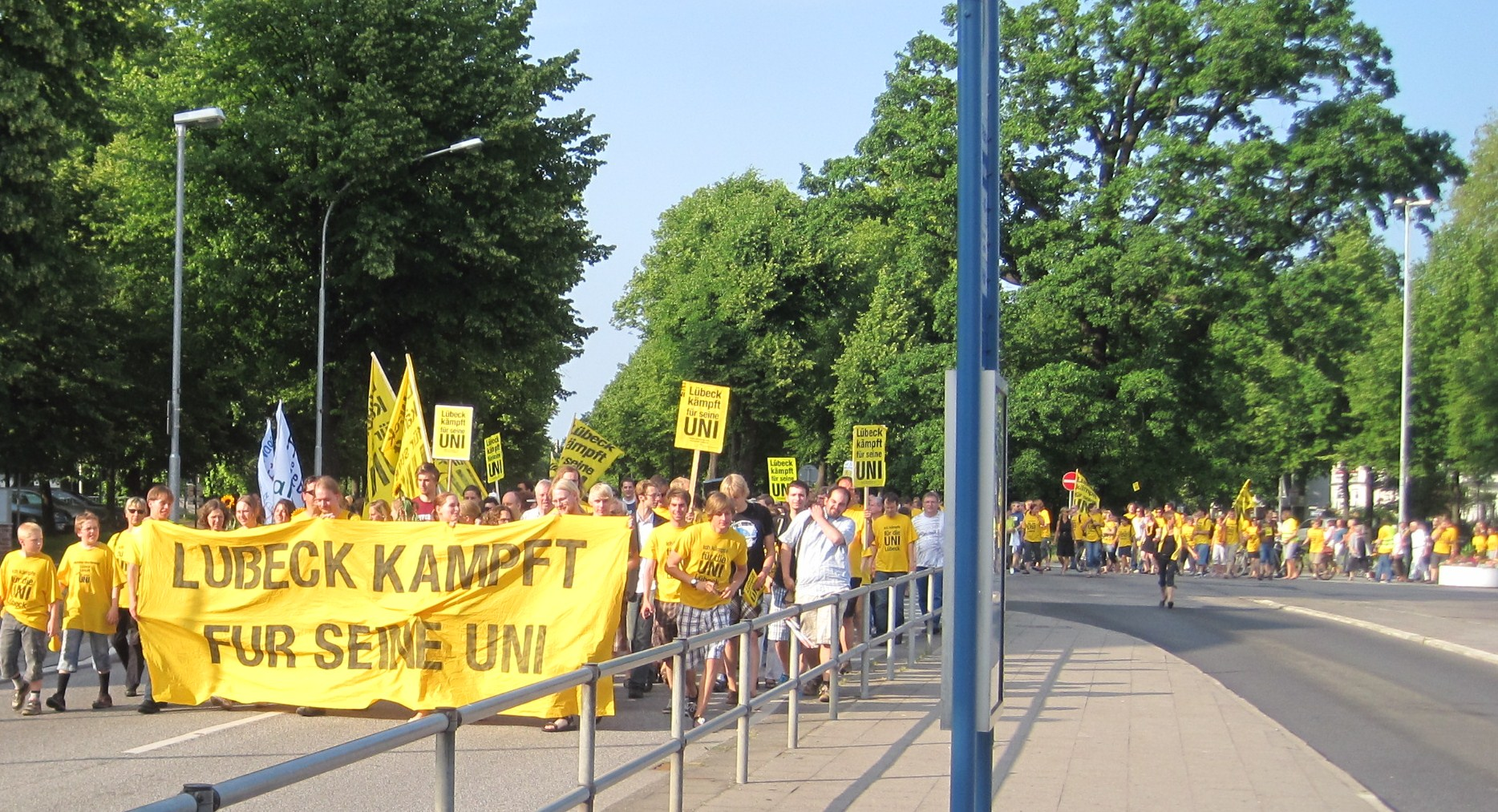
Einer der Züge des Sternmarsches vom 1. Juli 2010

Nach Plänen der Landesregierung im Herbst 2005, die Universitäten Kiel und Lübeck zur Landesuniversität Schleswig-Holstein zusammenzulegen, kam es in Lübeck zu Protesten mit über 4000 Demonstranten. Dadurch konnten die Pläne abgewandt werden. Die Kieler Landesregierung plante im Mai 2010, die medizinische Fakultät aus Kostengründen zu schließen. Geplant war ein Auslaufen der Studiengänge ab Wintersemester 2011/2012 und eine Verlagerung an die Christian-Albrechts-Universität zu Kiel. Folge war eine Abwanderung der Professoren, vor allem aus der Forschung. Die Schließung des Medizinstudienganges stieß auf heftige Kritik in der Öffentlichkeit, in der Wissenschaft, in der Politik und sogar innerhalb der CDU. Es erfolgte die weitgehend vom AStA der Universität organisierte Protestaktion Lübeck kämpft. Im Juni 2010 demonstrierten in Kiel 14.000 Menschen gegen die Schließung der Fakultät, es war die größte Kieler Demonstration in der Geschichte Schleswig-Holsteins. Im Juli 2010 konnte der Fortbestand der medizinischen Ausbildung in Lübeck dadurch gesichert werden, dass der Bund finanzielle Zuwendungen im Rahmen eines Trägerwechsels und Zusammenschlusses des Kieler Institut für Meereskunde und des Forschungszentrum für marine Geowissenschaften (Geomar) der Universität Kiel zum Helmholtz-Zentrum für Ozeanforschung Kiel in Höhe der bei Schließung der medizinischen Fakultät Lübeck zu erwartenden Ersparnisse zusagte, unter der Bedingung des Erhalts der medizinischen Fakultät Lübeck. Die Aktion Lübeck kämpft wurde im 2010 mit dem von der Zeitschrift Politik & Kommunikation seit 2003 ausgelobten Preis „Politik-Award“ in der Kategorie „Kampagnen von öffentlichen Institutionen“ ausgezeichnet.

## Rektoren bzw. Präsidenten

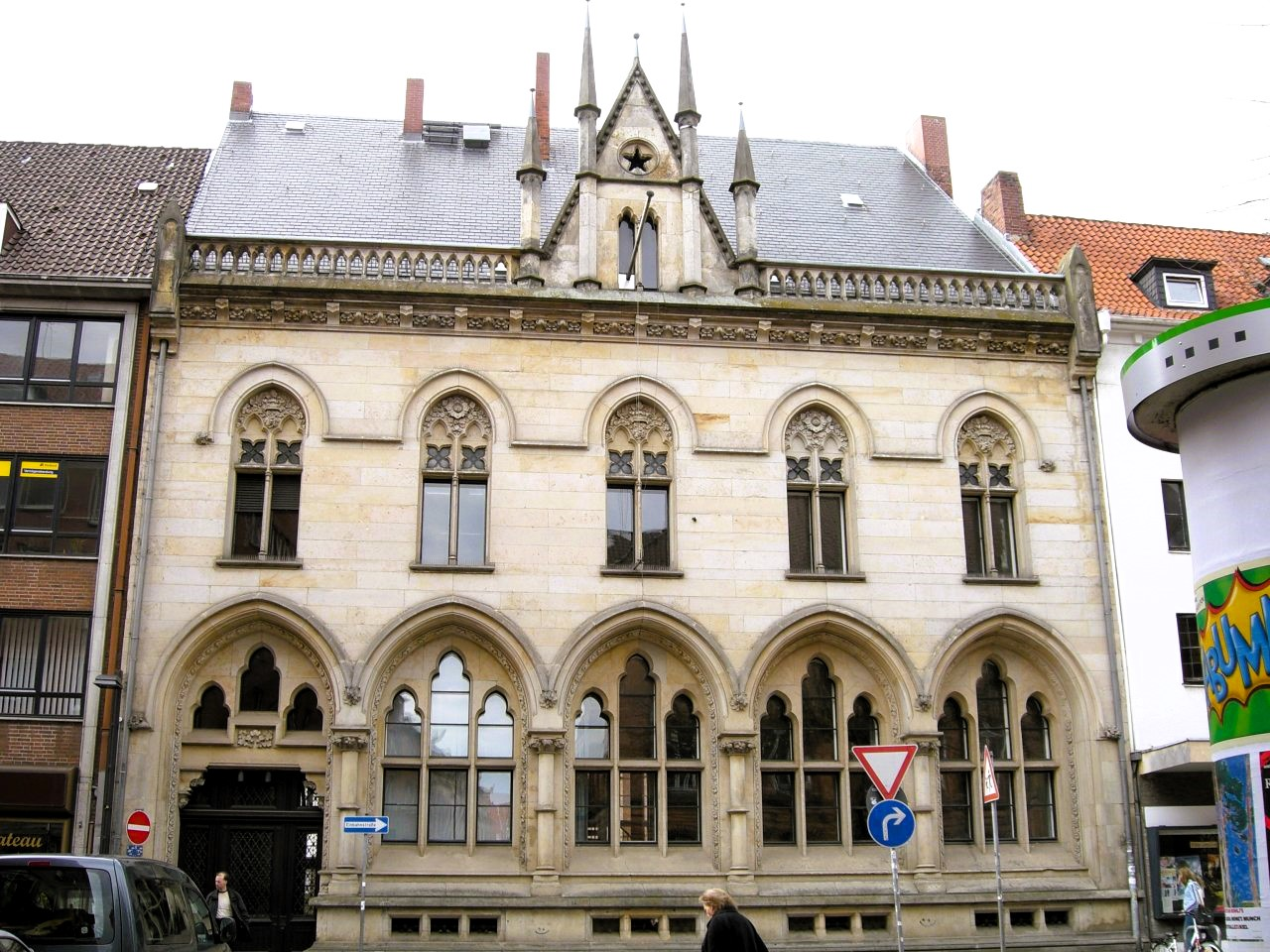
Institut für Medizingeschichte und Wissenschaftsforschung im Gebäude der 1894/95 errichteten neugotischen lübeckischen Reichsbankfiliale in der Königstraße

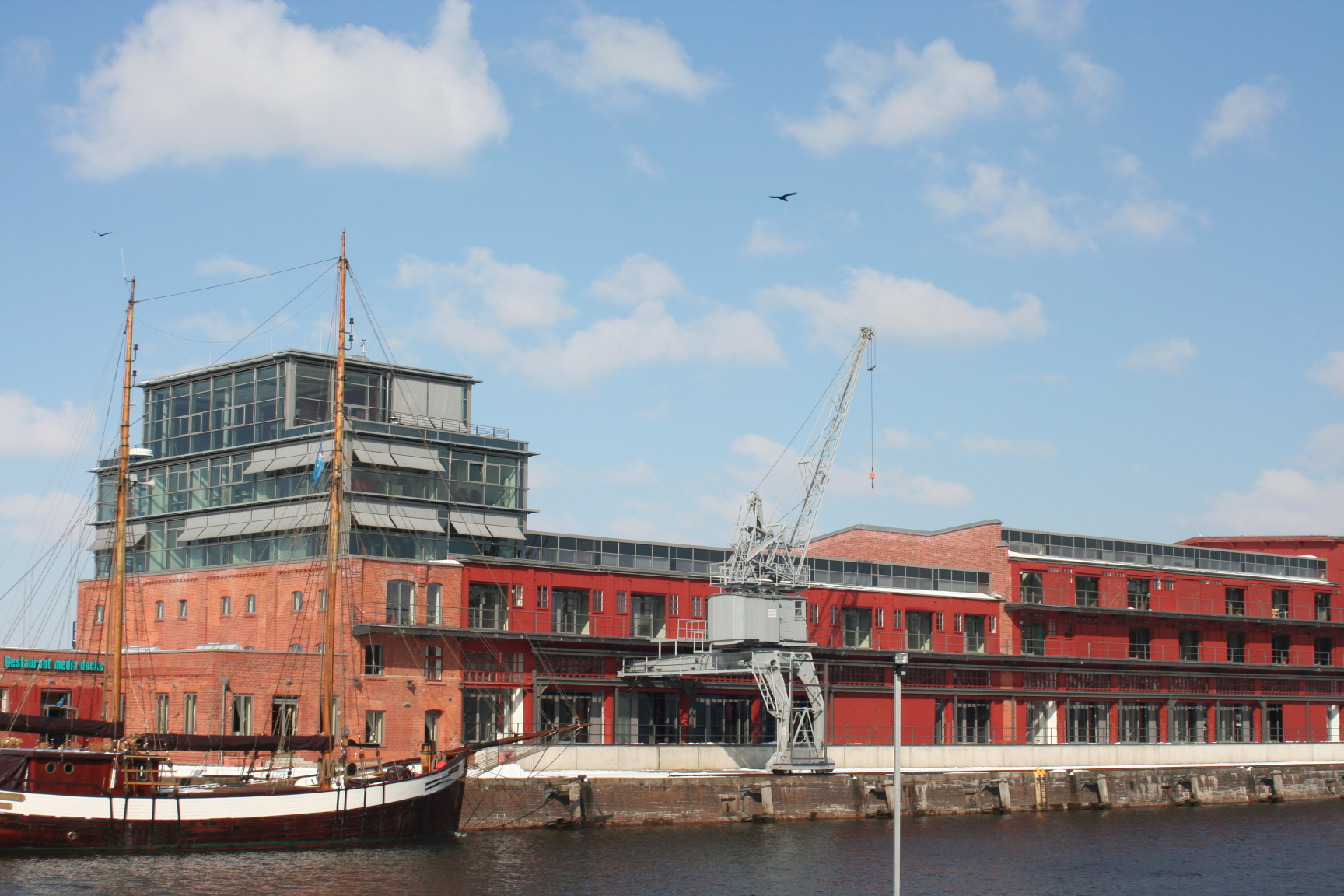
Bis 2012: Aninstitut International School of New Media in den Media Docks

- 1973–1975: Friedhelm Oberheuser (1928–2014)
- 1975–1987: Erhard D. Klinke (1934–2007)
- 1987–1989: Peter C. Scriba (* 1935)
- 1990–1996: Wolfgang Henkel (1931–2014)
- 1996–1999: Wolfgang Kühnel (1934–2015)
- 1999–2002: Hans Arnold (* 1938)
- 2002–2005: Alfred Trautwein (1940–2019)
- 2005–2014: Peter Dominiak (* 1947)
- 2014–2017: Hendrik Lehnert (* 1954)
- 2018–2025: Gabriele Gillessen-Kaesbach (* 1953)[16]
- 2025–: Helge Braun (* 1972)[17]

Dem sechsköpfigen Präsidium der Universität gehören neben der Präsidentin oder dem Präsidenten die Vizepräsidentinnen und Vizepräsidenten für Medizin, Bau und Forschung MINT, Transfer und Nachhaltigkeit sowie Lehre und die Kanzlerin oder der Kanzler an.

## Studiengänge
An der Universität zu Lübeck werden über 30 Studiengänge mit Bachelor- oder Masterabschluss angeboten.
Medizin und Gesundheit
- Angewandte Pflegewissenschaft (berufsbegleitend) (B.Sc.)
- Ergotherapie / Logopädie (B.Sc.)
- Gesundheits- und Versorgungswissenschaften (M.Sc.)
- Hebammenwissenschaft (B.Sc.)
- Humanmedizin (Staatsexamen)
- Pflege (B.Sc.)
- Physiotherapie (B.Sc.)

Informatik und Mathematik
- Artificial Intelligence (M.Sc.)
- Entrepreneurship in digitalen Technologien (M.Sc.)
- Informatik (B.Sc. und M.Sc.)
- IT-Sicherheit (B.Sc. und M.Sc.)
- Mathematik in Medizin und Lebenswissenschaften (B.Sc. und M.Sc., ehemals Computational Life Science)
- Medieninformatik (B.Sc. und M.Sc.)
- Medizinische Informatik (B.Sc. und M.Sc.)

Naturwissenschaften und Psychologie
- Biophysik (B.Sc. und M.Sc.)
- Infection Biology (M.Sc.)
- Medizinische Ernährungswissenschaft (B.Sc. und M.Sc.)
- Molecular Life Science (B.Sc. und M.Sc.)
- Psychologie (B.Sc.)
- Psychologie – Klinische Psychologie und Psychotherapie (M.Sc.)
- Psychologie – Cognitive Systems (M.Sc.)

Technik
- Biomedical Engineering (M.Sc., in Kooperation mit der TH-Lübeck)
- Hörakustik und Audiologische Technik (M.Sc., in Kooperation mit der TH-Lübeck)
- Medical Microtechnology (M.Sc., in Kooperation mit der TH-Lübeck)
- Medizinische Ingenieurwissenschaft (B.Sc. und M.Sc.)
- Robotik und Autonome Systeme (B.Sc. und M.Sc.)

## Promotion
An der Universität zu Lübeck kann man in der Medizin und im MINT-Bereich eine Promotion anfertigen.
Folgende Doktorgrade können an der Universität zu Lübeck erlangt werden: Dr. rer. nat., Dr.-Ing., Dr. phil., PhD, Dr. rer. hum. biol., Dr .med., Dr. med. dent.
Die zentrale Einrichtung für Nachwuchsförderung an der Universität zu Lübeck ist das Center for Doctoral Studies Lübeck (CDSL). Es fördert die Karriereentwicklung des wissenschaftlichen Nachwuchses und berät die Mitglieder des Wissenschaftscampus Lübeck in allen Fragestellungen rund um die Promotion. Darüber hinaus bietet das CDSL ein strukturiertes Weiterbildungsangebot für alle Promovierenden, vergibt Promotionsstipendien an Nachwuchswissenschaftler und fungiert als verbindendes Element für die Promotionsprogramme der Universität zu Lübeck.

## Forschung
Entsprechend ihrer Leitlinie „Im Focus das Leben“ bietet die Life-Science-Universität ein Spektrum an thematisch fokussierten Studiengängen und interdisziplinären Forschungsprojekten aus den Bereichen Gesundheitswissenschaften (welche an der Universität zu Lübeck insbesondere die Forschung durch die akademisierten Gesundheitsfachberufe beinhaltet), Humanmedizin, Informatik/Technik, Naturwissenschaften sowie auch Psychologie.
Das Angebot der der Universität zu Lübeck richtet sich nach klar definierten Forschungsschwerpunkten, interdisziplinären Querschnittsbereichen und profilgebenden Bereichen, die auf Empfehlungen des Wissenschaftsrates basieren.
Die Forschungsschwerpunkte liegen in den Bereichen:
- Biomedizintechnik[27]
- Gehirn, Hormone, Verhalten[28]
- Infektion und Entzündung[29]

Querschnittsbereiche, welche den Austausch und die Zusammenarbeit mit anderen Fachgebieten der Universität zu Lübeck fördern:
- Intelligente Systeme[30]
- Medizinische Genomik[31]

In den letzten Jahren hat die Sektion Informatik/Technik die Forschung im Bereich Künstliche Intelligenz intensiviert, was dazu führte, dass eine Außenstelle des Deutschen Forschungszentrums für Künstliche Intelligenz am Standort etabliert werden konnte. Infolgedessen wurde der Querschnittsbereich Intelligente Systeme entwickelt, welcher sich sowohl künstlichen intelligenten Systemen als auch menschlich intelligentem Verhalten und Erleben widmet. Die Medizinische Genomik, ein weiterer Querschnittsbereich der Universität zu Lübeck, führte unter anderem zu Erkenntnissen in der genetischen Analyse von Koronarer Herzkrankheit und Herzinfarkt sowie der Parkinson-Krankheit.
Darüber hinaus hat die Universität zu Lübeck Bereiche bestimmt, welche zur Profilschärfung der Institution führen:
- Bevölkerungsmedizin und Versorgungsforschung[34]
- Gesundheitswissenschaften[35]
- Kulturwissenschaften und Wissenskulturen[36]
- Translationale Onkologie[37]

Der Profilbereich „Kulturwissenschaften und Wissenskulturen“ bündelt die geisteswissenschaftlichen Forschungsprojekte an der Universität. Das aus diesem Zusammenhang entstandene Zentrum für Kulturwissenschaftliche Forschung Lübeck (ZKFL) fördert in einer Partnerschaft zwischen Universitätsinstituten und städtischen Einrichtungen seit 2010 kulturwissenschaftliche Forschungs- und Ausstellungsprojekte.
Mit dem Profilbereich „Gesundheitswissenschaften“ hat die Universität zu Lübeck nach eigenen Angaben als erste medizinführende Universität das gesamte Portfolio der Gesundheitswissenschaften, also Ergotherapie, Logopädie, Gesundheits- und Versorgungswissenschaften, Hebammenwissenschaften, Pflege und Physiotherapie, akademisch etabliert.
Die Universität zu Lübeck ist seit 2019 Partner in dem an der Universität Hamburg angesiedelten Exzellenzcluster Understanding Written Artefacts.
Die Universität zu Lübeck ist seit 2007 zusammen mit dem Forschungszentrum Borstel, der Christian-Albrechts-Universität zu Kiel, dem Max-Planck-Institut für Evolutionsbiologie in Plön, das Bernhard-Nocht-Institut für Tropenmedizin und der Rheumaklinik Bad Bramstedt an dem Exzellenzcluster Entzündungsforschung, das seit 2019 als Exzellenzcluster „Präzisionsmedizin für chronische Entzündungserkrankungen / Precision Medicine in Chronic Inflammation“ (PMI) weitergeführt wird, beteiligt. Im „Exzellenzcluster Entzündungsforschung“ wurden in Lübeck und Kiel spezielle Zentren für Entzündungsmedizin gegründet.
Zudem arbeitet die Universität eng mit dem Institut für Krebsepidemiologie zusammen und ist am Verbund Norddeutscher Universitäten zur Verbesserung von Lehre und Forschung beteiligt.

## Kooperationen und Partnerschaften
Gemeinsam mit dem Forschungszentrum Borstel, der Technische Hochschule Lübeck, dem Fraunhofer IMTE, dem Deutschen Forschungszentrum für Künstliche Intelligenz, dem Universitätsklinikum Schleswig-Holstein und namhaften norddeutschen Unternehmen wird der Fokus auf Wirtschaft, Forschung und Wissenstransfer in einem Interdisziplinären Umfeld gelegt.
Die Universität zu Lübeck ist Teil des Hanse Innovation Campus Lübeck (HIC). Zum 1. Januar 2023 hat die Universität zu Lübeck gemeinsam mit der Technischen Hochschule Lübeck einen Zuschlag im Programm der Bund-Länder-Initiative „Innovative Hochschule“ erhalten, um die Innovationen auf dem Hanse Innovation Campus weiter zu fördern.
Das Gemeinschaftsprojekt Lübeck Hoch 3 (LH3) fördert ebenfalls den interdisziplinären Austausch der Studierenden. Es handelt sich dabei um eine Kooperation der Universität zu Lübeck, der Technischen Hochschule Lübeck und der Musikhochschule Lübeck. Ziel des Projekts ist ein steter Dialog mit der Gesellschaft und das Wirken der Hochschulen in die Stadtgesellschaft hinein.
Die Universität zu Lübeck unterhält darüber hinaus eine Vielzahl internationaler Partnerschaften. Neben dem Studierendenaustausch kommt es auch zum Austausch von Doktoranden sowie Lehr- und Verwaltungspersonal.

## Regelmäßige Veranstaltungen und Projekte
- Jahresempfang der Universität zu Lübeck[51]
- Studium generale und die Sonntagsvorlesungen – dabei handelt es sich um Vorträge und Angebote zu den Themen Medizin, Wissenschaft und Wirtschaft statt, die sich nicht nur an die eingeschriebenen Studenten, sondern auch an die Bevölkerung aus Lübeck und Umgebung richten.[52]
- Abend der Vielfalt[53]
- Campus Open Air Lübeck (COAL)

## Studieren an der Universität zu Lübeck
Bibliothek
Die Zentrale Hochschulbibliothek Lübeck ist eine gemeinsame Einrichtung der Universität zu Lübeck und der Technischen Hochschule Lübeck. Sie dient als wissenschaftliche Fachbibliothek der Forschung und Lehre, dem Studium und der beruflichen Weiterbildung auf den Gebieten Medizin, Technik, Wirtschaft, Bauwesen, Informatik und Naturwissenschaften und ist in erster Linie für die Literaturversorgung der Hochschulangehörigen zuständig. Darüber hinaus steht die Bibliothek allen Einwohnern Schleswig-Holsteins zur Nutzung offen. Die Bibliothek wurde von 2020 bis Ende 2023 umfassend modernisiert.
Hochschulstadtteil
Der Hochschulstadtteil befindet sich im Süden Lübecks und ist ein Wohn- und Einkaufsgebiet, welches durch den Carlebach Park mit dem Campus verbunden ist. Der Stadtteil ist seit den 80ern in Planung und wurde im Jahr 2013 fertiggestellt. In diesem Stadtteil befinden sich ein großes Einkaufszentrum, Wohnanlagen und ein Medizinisches Gesundheitszentrum.
Hochschulsport
Die Universität bietet den Studierenden und Mitarbeitenden ein breites Sportangebot an mit über 50 Sportarten aus den Bereichen Ballsport, Kampfsport, Tanz, Wassersport und Allgemeiner Fitness.
Diversität und Nachhaltigkeit
Die Universität zu Lübeck verfolgt nach eigenen Angaben die Gleichstellung von Frauen und Männern und den Aufbau diversitätsgerechter Studien- und Arbeitsbedingungen. Alle Organe der Universität sind angehalten, die Maßnahmen, die im eigenen Struktur- und Entwicklungsplan der Universität zu Lübeck III (2022–2027) aufgezeigt sind, umzusetzen. Des Weiteren betrachtet der Plan die Nachhaltigkeits- und die Transferstrategie der Universität.